# 27-я истребительная авиационная дивизия
 27-я истреби́тельная авиацио́нная диви́зия ПВО — авиационное воинское соединение истребительной авиации Вооружённых сил СССР в Великой Отечественной войне.

## История и боевой путь дивизии
27-я истребительная авиационная дивизия сформирована 31 июля 1940 года путём преобразования из 59-й истребительной авиационной бригады и 60-й истребительной авиационной бригады на основании Постановления Совета Народных Комиссаров СССР № 1344-524сс от 25 июля 1940 года.
С началом Великой Отечественной войны дивизия выполняла задачу по прикрытию объектов города Баку и Бакинского нефтеносного района путем дежурства на аэродромах и вылетами по тревогам 3-го корпуса ПВО. В связи с реорганизацией системы ПВО приказом НКО № 0041 от 19 июня 1941 года на базе дивизии 7 июля 1941 года развернут 8-й истребительный авиационный корпус ПВО. Полки дивизии вошли в состав корпуса. Управление дивизии просуществовало до 22 апреля 1942 года и было преобразовано в группу истребительной авиации ПВО Крымского фронта.
В составе действующей армии дивизия находилась с 9 декабря 1941 года по 22 апреля 1942 года.

## Состав дивизии
На 22 июня 1941 года
Управление — Баку
25-й истребительный авиационный полк — Насосная
36-й истребительный авиационный полк — Баку
45-й истребительный авиационный полк — Баку
50-й истребительный авиационный полк — Насосная
82-й истребительный авиационный полк — Бина
| Части                                 | Период                  |
| ------------------------------------- | ----------------------- |
| 25-й истребительный авиационный полк  | 31.07.1940 — 14.07.1941 |
| 36-й истребительный авиационный полк  | 31.07.1940 — 14.07.1941 |
| 45-й истребительный авиационный полк  | 31.07.1940 — 14.07.1941 |
| 50-й истребительный авиационный полк  | 31.07.1940 — 14.07.1941 |
| 82-й истребительный авиационный полк  | 31.07.1940 — 14.07.1941 |
| 268-й истребительный авиационный полк | 09.12.1941 — 22.04.1942 |
| 347-й истребительный авиационный полк | 09.12.1941 — 22.04.1942 |

## В составе соединений и объединений
| Дата            | Фронт (округ)              | Армия                 | Корпус         | Примечания                                                            |
| --------------- | -------------------------- | --------------------- | -------------- | --------------------------------------------------------------------- |
| 31.07.1940 года | Закавказский военный округ | ВВС округа            | -              | -                                                                     |
| 22.06.1941 года | Закавказский военный округ | ВВС фронта            | -              | -                                                                     |
| 14.07.1941 года | Закавказский военный округ | Закавказская зона ПВО | -              | на базе дивизии сформирован 8-й истребительный авиационный корпус ПВО |
| 23.08.1941 года | Закавказский фронт         | 46-я армия            | ВВС 46-й армии | -                                                                     |
| 01.09.1941 года | Закавказский фронт         | ВВС фронта            | -              | -                                                                     |
| 01.10.1941 года | Закавказский фронт         | 44-я армия            | ВВС 44-й армии | -                                                                     |
| 30.12.1941 года | Кавказский фронт           | 44-я армия            | ВВС 44-й армии | -                                                                     |
| 28.01.1942 года | Крымский фронт             | ВВС фронта            | -              | -                                                                     |
| 28.01.1942 года | Крымский фронт             | ПВО фронта            | -              | преобразована в группу истребительной авиации ПВО фронта              |

## Командиры дивизии
| Звание                | Имя                              | Период                  | Примечание |
| --------------------- | -------------------------------- | ----------------------- | ---------- |
| Генерал-майор авиации | Благовещенский Алексей Сергеевич | 08.1940 — 01.1941       |            |
| полковник             | Старостенков Иван Карпович       | 03.01.1941 — 09.07.1941 |            |
| полковник             | Пунтус Иван Григорьевич          | 09.07.1941 — 09.12.1941 |            |
| подполковник          | Иванов, Иван Иванович            | 09.12.1941 — 01.06.1942 |            |

## Участие в операциях и битвах
- ПВО Закавказского фронта
- ПВО объектов г. Баку и нефтеносного района
- Керченско-Феодосийская десантная операция — с 25 декабря 1941 года по 2 января 1942 года
- Оборона Севастополя — с 28 января 1942 года по 15 апреля 1942 года.

## Статистика боевых действий
Всего за период боевой работы на Крымском фронте в составе ВВС 44-й армии:
| Выполнено боевых вылетов | Сбито самолётов в воздухе |
| ------------------------ | ------------------------- |
| около 4000               | 68                        |